# Histoire analytique de l'islam
Vous pouvez aider à l'améliorer ou bien discuter des problèmes sur sa page de discussion.
- Il ne cite pas suffisamment ses sources. Vous pouvez indiquer les passages à sourcer avec {{référence nécessaire}} ou {{Référence souhaitée}}, et inclure les références utiles en les liant aux notes de bas de page. (Marqué depuis février 2020)
- Il est orphelin : moins de trois articles lui sont liés. Aidez à ajouter des liens en plaçant le code [[Histoire analytique de l'islam]] dans les articles relatifs au sujet. (Marqué depuis février 2020)

- Archive Wikiwix
- Bing
- Cairn
- DuckDuckGo
- E. Universalis
- Gallica
- Google
- G. Books
- G. News
- G. Scholar
- Persée
- Qwant
- (zh) Baidu
- (ru) Yandex
- (wd) trouver des œuvres sur Wikidata

Histoire analytique de l'islam (The Analytical History of Islam) est un livre en persan (تاریخ تحلیلی صدر اسلام) de Seyyed Jafar Shahidi qui a été sélectionné comme livre de l'année de la république islamique d'Iran. Ce livre a été publié par l'Academic Publishing Center en 1984 et a été réimprimé à plusieurs reprises. Il a également été traduit en arabe et en grec.

## Objet
Le contenu du livre est la situation géographique de l'Arabie saoudite et ses conditions socio-politiques avant l'islam, la montée de l'islam, le début des conflits, le califat après Muhammad ibn Abdullah, le champ islamique après Ali ibn Abi Talib, les Omeyyades, les Marwani et la chute des Omeyyades et la montée des Abbassides.
Le livre comprend sept chapitres : 
- chapitres 1 et 2 : la montée de l'islam ;
- chapitre 3 : les débuts des conflits et des luttes du Prophète ;
- chapitre 4 : le califat après le Prophète, Abu Bakr et son califat ;
- chapitre 5 : le secteur islamique après le témoignage de l'imam Ali (PSL) ;
- chapitre 6 : les Omeyyades ;
- chapitre 7 : les Marwani.

L'auteur donne une introduction sur la formation de ce livre : 

« Il y a plusieurs années, j'ai écrit un petit livre sur l'histoire de l'islam pour guider ceux qui s'intéressent à l'art, en particulier les étudiants. Ce livre contenait une analyse des événements survenus depuis la mort du Prophète jusqu'à la fin du règne omeyyade. Depuis lors, la discussion s'est poursuivie jusqu'à quelques années après le iiie siècle (l'ère du premier gouvernement abbasside). Il y a aussi une note au dos de l'ouvrage : Ce qui est fourni dans cette série n'est pas seulement un rapport de ce qui s'est passé, il a été tenté de révéler ce qui s'est passé, pourquoi cela s'est produit et ce que c'était. »

## Réalisations de livre
Le livre a remporté le prix du livre de l'année de l'Iran[Quand ?]. Il est également  sélectionné comme texte de référence pour l'enseignement de l'histoire islamique dans les universités iraniennes.